# Akira Machida
Akira Machida (町田 顯?; 16 ottobre 1936 – 5 aprile 2015) è stato un giurista giapponese, presidente della Corte suprema dal 2002 al 2006.

## Vita
Iniziò la sua carriera nel 1959, come avvocato esordiente. Dal 1961 riveste gli incarichi di giudice assistente ai Tribunali di Tokyo, Sapporo, e al Dipartimento degli Affari Civili della Suprema Corte. Nel 1971 divenne giudice a Sapporo. Dopo altri incarichi, nel 1977 diviene giudice a Tokyo. Dal 1984 al 1991 diventa Segretario Generale della Suprema Corte nipponica. Nel 1991 diventa Presidente del Tribunale di Kōfu, nel 1993 del Tribunale di Chiba, nel 1994 a Tokyo e nel 1998 a Fukuoka.
Viene proclamato Giudice Capo della Corte suprema del Giappone il 6 novembre 2002, e durante il suo mandato risolverà numerose vertenze a livello internazionale. Si è ritirato dalla carica all'età di 70 anni, il 15 ottobre 2006.